# Halstenbecker Bach
Der Halstenbecker Bach ist ein etwa 4,3 km langer rechter Nebenfluss des Oberwiesengrabens auf dem Gebiet der Stadt Versmold im nordrhein-westfälischen Kreis Gütersloh.
Der Fluss entspringt westlich von Borgholzhausen-Casum und mündet östlich von Oesterweg in den Oberwiesengraben.